# Sició

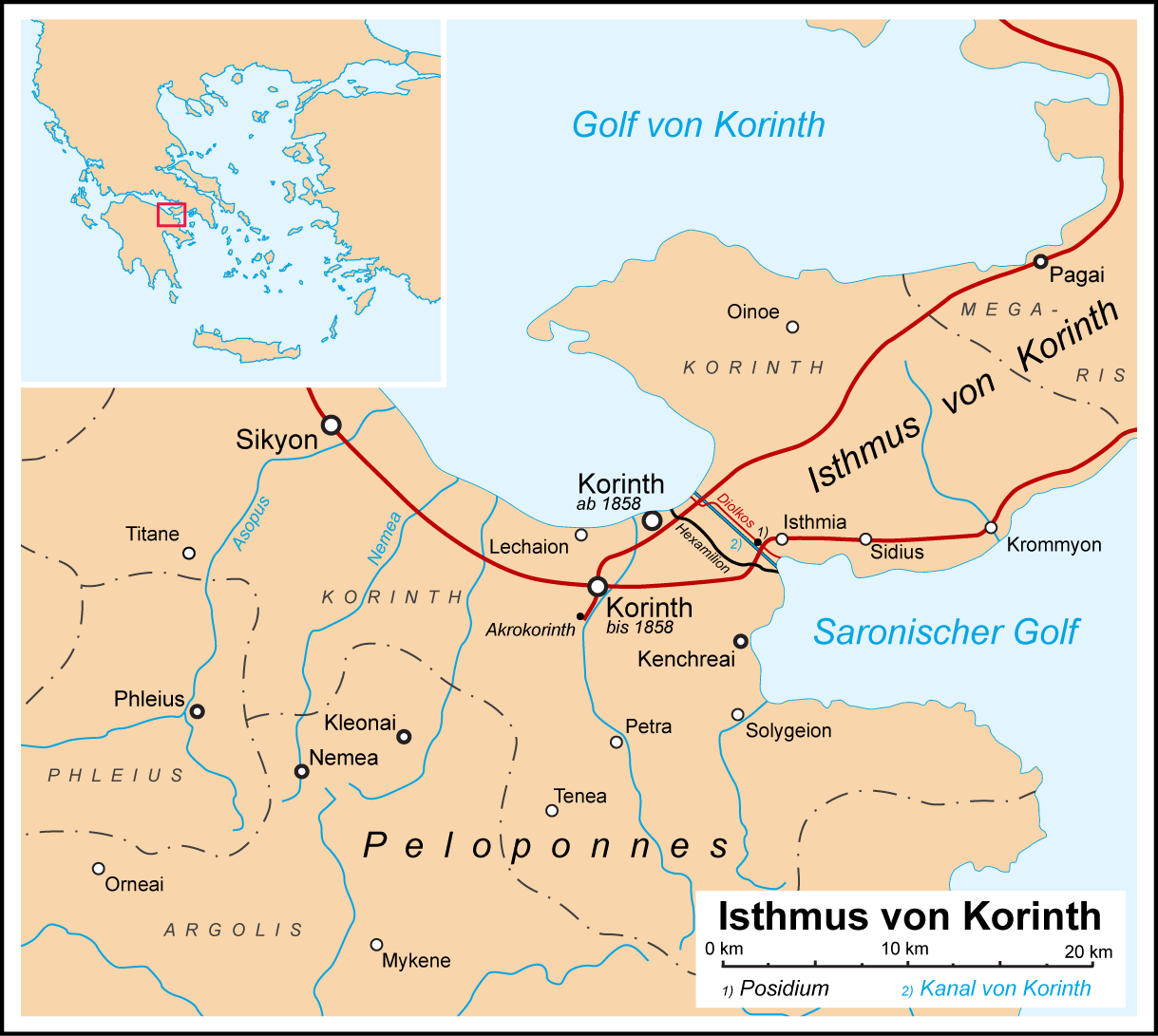
Localització de Sició.

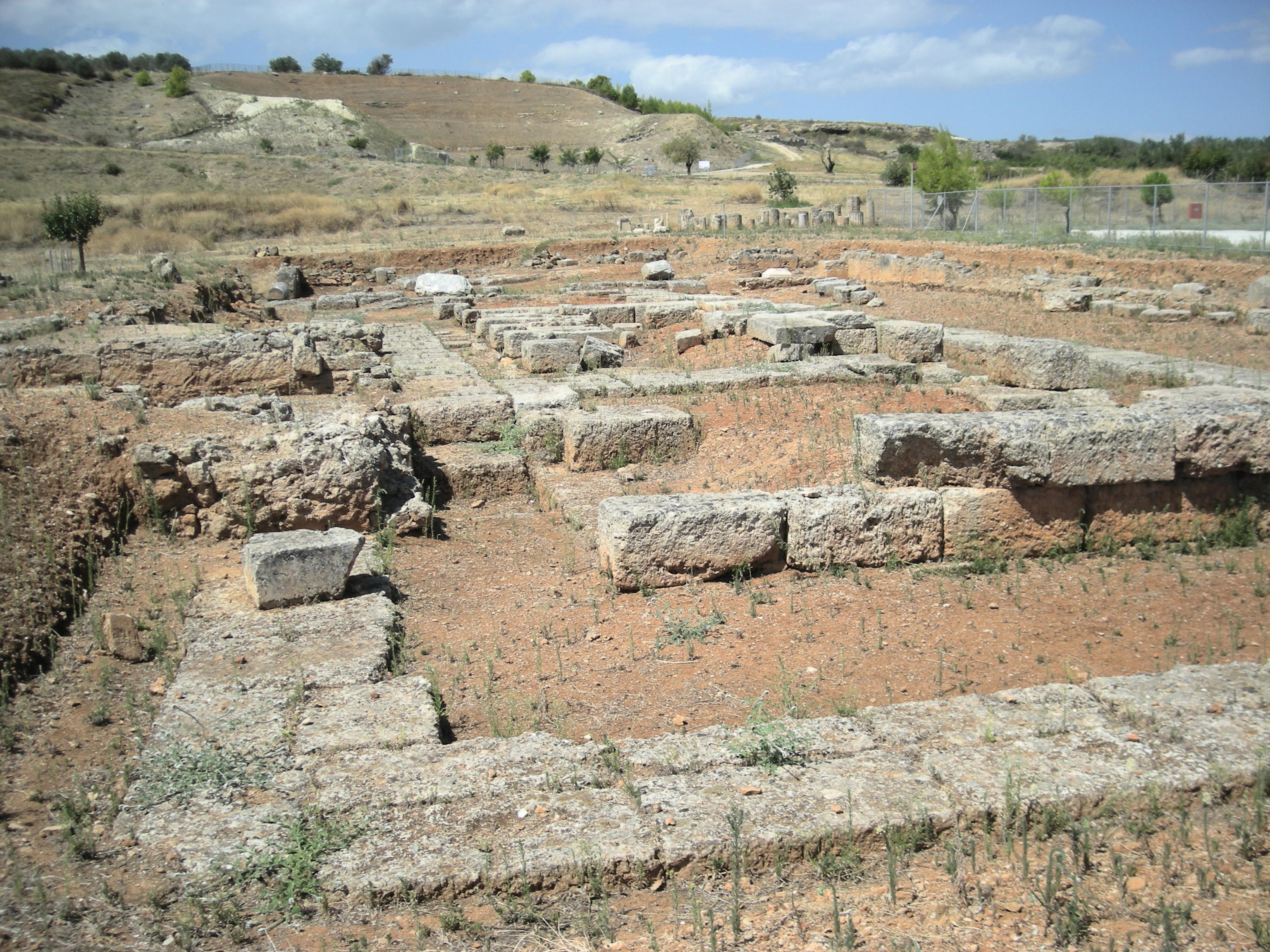
Excavació d'un temple dòric a Sició.

Sició (en llatí Sicyon, en grec antic Σικυών o Σεκυών) moderna Vasiliká. Era una ciutat del territori de Siciònia al Peloponès a uns 3 km del golf de Corint.

## Geografia
Estava situada en una planúria una mica elevada. Estrabó diu que es trobava a uns 20 estadis de la costa, on hi tenia un bon port i afegeix que altres indicaven una distància de 12 estadis, perquè contaven des de la ciutat baixa, al peu de la planúria. Tots els costats de la ciutat alta eren precipicis, i nomes tenien un o dos punts d'accés molt estrets. Fluïa un riu a banda i banda del turó. Quan la ciutat tenia la seva màxima esplendor estava formada per tres parts, l'acròpoli dalt del turó de Vasiliká, la ciutat baixa, als seus peus i la ciutat del port a la costa, molt ben fortificada, anomenada Σικυωνίων λιμήν (Sikonion Limen) per Xenofont, Polibi, Pausànias i Estrabó.

## Història

### La llegenda
Sició era una de les ciutats més antigues de Grècia i antigament hauria portat el nom d'Egíal o Egialea (Αἰγιάλεια) segons Pausànias o Aegiali, (Αἰγιαλοί), segons Estrabó, molt abans de l'arribada de Pèlops a Grècia. També va portar el nom de Mecone (Μηκώνη), que sembla que era el seu nom religiós. Amb aquest nom es deia que era la residència dels que estaven beneïts pels deus. És la ciutat on suposadament Prometeu va instituir els sacrificis i va enganyar a Zeus. El nom de Telquinia (Τελχινία) que també portava feia referència a que va ser un dels primers llocs on es treballava el metall. El nom d'Egíal derivava d'un heroi autòcton, de nom Egialeu, i quan es va fundar va ser la ciutat més important del golf de Corint, i tot el territori s'anomenava Egialea. El nom de Sició li va ser donat per un atenenc que es deia així, Sició, al que de vegades es fa fill de Marató i de vegades fill de l'heroi Mecíon. Sició va ser rei de la ciutat. Aquesta tradició sembla que vol dir que els fundadors de la ciutat eren jonis. Segons alguns autors antics el nom d'Egialea li venia d'Egialeu, fill d'Ínac i germà de Foroneu
Homer menciona Sició al "Catàleg de les naus" a la Ilíada, i parla d'un rei de Sició anomenat Adrast, que era adorat encara en temps històrics. Agamèmnon la va conquerir i va instal·lar al tron a Hipòlit, net de Festos i besnet d'Hèracles, i Sició va convertir-se en tributària de Micenes. Els doris van conquerir la ciutat, dirigits per Falces, fill de Temen.

### La història
En temps històrics es venerava a Adrast a la ciutat, i deien que en va ser el primer rei. La ciutat va dependre en un principi d'Argos, quan era la ciutat i el regne més poderós del Peloponès. A la primera guerra messènica la ciutat va ajudar els messenis, com també ho van fer Argos i Arcàdia. A la primera meitat del segle vii aC, durant la Segona guerra messènica, el poder a la ciutat va passar a mans de la dinastia de tirans anomenats ortagòrides (del seu fundador Ortàgores), que van tenir el poder durant més de cent anys. Aristòtil elogia aquesta tirania per la seva suavitat. La família dels ortagòrides no eren d'origen dori i representaven a la població original que els va recolzar i van aconseguir així mantenir-se en el poder. Ortàgores al que de vegades s'anomena Andrees, era cuiner, segons Aristòtil el va succeir el seu fill Miró, que va obtenir una victòria a Olímpia el 648 aC. Va tenir com a successor a Aristònim i aquest a Clístenes, conegut per la seva gran riquesa i pel seu odi a Argos i als doris. Va morir potser l'any 560 aC i la dinastia es va acabar amb ell, ja que no va deixar fills, i només una filla, Agarista, que s'havia casat amb l'atenenc Mègacles, de la família dels alcmeònides, i va ser la mare de Clístenes, fundador de la democràcia atenenca després de l'expulsió dels pisistràtides.
Durant la invasió de Xerxes els habitants de Sició van enviar 15 vaixells a la batalla de Salamina (480 aC) i 3.000 hoplites a la batalla de Platea. Després el 456 aC apareixen en guerra contra Atenes, que va envair el país i el va assolar, l'any 456 aC sota Tòlmides i després el 454 aC quan Pèricles dirigia els atenencs. El 445 aC Sició va donar suport a Mègara quan es va revoltar contra Atenes.
A la guerra del Peloponès va estar al costat d'Esparta i van enviar vaixells a la flota peloponèsia, diu Tucídides. El 424 aC van ajudar a Bràsides contra els atenencs a la Megàrida i van rebutjar un atac al seu propi territori dirigit pel general Demòstenes. El 419 aC es van unir a Corint per evitar que Alcibíades erigís una fortalesa a Rio, però poc després es va produir una revolta democràtica (probablement el 418 aC) que va prendre el poder. Esparta va envair Sició el 417 aC i va restablir un govern oligàrquic.
A les guerres entre Esparta i Corint el 394 aC, i entre Esparta i Tebes el 371 aC, Sició va donar suport a Esparta. El 368 aC Epaminondes la va forçar a unir-se a l'hegemonia espartana i a admetre una guarnició tebana a la ciutadella. Eufró, un dels ciutadans principals, amb suport d'Arcàdia i Argos, va dirigir un govern democràtic, i després va assolir la tirania, però els arcadis i tebans el van expulsar i es va retirar al port que finalment va entregar a Esparta. Va tornar a Sició amb ajut d'Atenes però no va poder desallotjar a la guarnició tebana de la ciutadella; llavors es va aliar amb Tebes perquè tenia l'esperança d'assegurar el seu propi poder però els seus enemics el van assassinar. El sistema de tirans va continuar a la ciutat, potser per la pugna entre els primitius habitants jonis i els doris, i Demòstenes esmenta altres dos tirans: Aristrat i Epícars, que eren aliats de Filip II de Macedònia.
A la guerra de Làmia després de la mort d'Alexandre el Gran (323 aC) la ciutat es va unir a les altres ciutats gregues contra Macedònia. Alexandre Polipercó (fill del general Polipercó) la va ocupar i la va dominar fins que va morir assassinat el 314 aC i llavors va governar la seva dona Cratesípolis, que va reconèixer com a sobirà a Cassandre, fins al 308 aC. El 308 aC en va ser expulsada per Ptolemeu I Sòter, que la va conservar fins al 303 aC quan la va ocupar Demetri Poliorcetes en un atac sorpresa de nit. En temps anteriors les tres parts de la ciutat (acròpoli, ciutat baixa i port) estaven unides per unes llargues muralles que en permetien la circulació entre elles, però quan Demetri la va ocupar estaven separades i el conjunt era difícilment defensable. Demetri va obligar els habitants a reagrupar-se a l'Acròpoli i va donar a la ciutat el nou nom de Demetries, un nom prou efímer, però la ciutat va continuar establerta al lloc de l'antiga acròpoli, que tenia un bon subministrament d'aigua i terres cultivables.
Quan Demetri va evacuar la ciutat van tornar els tirans, el primer Cleó, i després Eutidem i Timòclides. El poble va enderrocar Timòclides i el va substituït per Clínies (pare d'Àrat) que va morir assassinat per Abàntides i es va apoderar de la tirania l'any 264 aC però també va morir assassinat algun temps després; el va succeir el seu pare Pasees, que també va ser assassinat; Nicocles, l'assassí, va mantenir el poder per uns mesos, i un dia Àrat, fill de Clínies, va sorprendre la ciutat i va assolir el poder, l'any 251 aC. La ciutat es va integrar a la Lliga Aquea i va ser una de les principals ciutats de la confederació. Cleòmenes III l'any 233 aC va devastar el territori i més endavant ho va fer la Lliga Etòlia (221 aC).
A les guerres Macedòniques, el rei Àtal I de Pèrgam va afavorir molt la ciutat, diu Polibi. Quan els romans van conquerir Corint (146 aC) van cedir a Sició la major part del territori d'aquesta ciutat i l'administració dels Jocs ístmics, diu Pausànias. Però quan es va reconstruir Corint, Sició va començar a decaure.
Al final de la república és descrita com una ciutat empobrida. La seva decadència es va veure completada per un terratrèmol al segle i, i Pausànias la va trobar despoblada, i era un llogaret, que tot i la desgràcia va continuar existint i fins i tot es va refer una mica. Al segle vi encara la menciona Hièrocles amb el nom de Nova Sició (Νέα Σικυών), i diu que era una de les principals ciutats d'Acaia; llavors probablement el port es deia Vella Sició.
Sota domini de l'Imperi Romà d'Orient la ciutat va agafar el nom d'Hellas (Ἑλλάς) i els habitants helladici (Ἑλλαδικῶν), segurament perquè a la rodalia s'havia establert població d'origen eslau.